# آبشار گلاور
آبشار گلاور (به انگلیسی: Glover's Falls) آبشاری است که در همیلتون (انتاریو)، کانادا واقع شده و ارتفاع کلی ریزشگاه آن ۸ متر (۲۶ فوت) است.